# لشکر چهارم کوهستان (ورماخت)
لشکر چهارم کوهستانی (آلمانی: 4. Gebirgs Division) در اکتبر ۱۹۴۰ تشکیل شد.این لشکر در نبرد بالکان شرکت داشت و پس از آن به ارتش گروه شمالی پیوست و در عملیات بارباروسا شرکت جست.در سال ۱۹۴۲ تلاش ناموفقی برای تصرف قفقاز داشت و با شکست این تلاش تا منطقه کریمه عقب نشینی کرد.این لشکر در نهایت در ۸ مه ۱۹۴۵ در نزدیکی شهر اولوموتس تسلیم ارتش سرخ شد.

## فرماندهان
- کارل اگلزیر (۲۳ اکتبر ۱۹۴۰ - ۱ اکتبر ۱۹۴۱)
- کارل وینترگرست (۱ اکتبر - نوامبر ۱۹۴۱)
- کارل اگلزیر (نوامبر ۱۹۴۱ - ۲۲ اکتبر ۱۹۴۲)
- هرمان کرس (۲۳ اکتبر ۱۹۴۲ - ۱۲ اوت ۱۹۴۳)
- یولیوس براون (۱۳ اوت ۱۹۴۳ - ۶ ژوئن ۱۹۴۴)
- کارل یانک (۶ ژوئن - ۱ ژوئیه ۱۹۴۴)
- فریدریش برایت (۱ ژوئیه ۱۹۴۴ - ۲۳ فوریه ۱۹۴۵)
- روبرت بادر (۲۳ فوریه - ۶ آوریل ۱۹۴۵)
- فریدریش برایت (۶ آوریل - ۸ مه ۱۹۴۵)